# ووجیسلاو ششلی
ووجیسلاو ششلی (سیریلیک صربی: Војислав Шешељ؛ زادهٔ ۱۱ اکتبر ۱۹۵۴) یک سیاست‌مدار، نویسنده و وکیل اهل صربستان و از فرماندهان گروه شبه‌نطامی عقاب‌های سفید است.وی همچنین بنیان‌گذار و رئیس حزب رادیکال صربی و همچنین معاون سابق نخست‌وزیر صربستان بوده است.
وی در فوریه ۲۰۰۳ خود را داوطلبانه تسلیم دادگاه بین‌المللی کیفری یوگسلاوی سابق کرد اما دادگاه او تا نوامبر ۲۰۰۷ تشکیل نشد.در ۶ نوامبر ۲۰۱۴ این دادگاه وی را موقتاً آزاد کرد.در ۳۱ مارس ۲۰۱۶ یعنی یک هفته بعد از محکومیت رهبر صرب‌های بوسنی رادوان کاراجیچ، این دادگاه وی را از تمامی اتهامات وارد آمده به او تبرئه کرد.تبرئه وی به نقل از هفته‌نامه اکونومیست، یک پیروزی برای حامیان پاکسازی قومی توصیف شد.